# Thomas Cup
Thomas Cup er en badmintonturnering for mandlige landshold, der arrangeres af Badminton World Federation. Den har været afholdt hvert andet år siden 1982; før det var det hvert tredje år siden starten i 1949. Slutrunden omfatter tolv hold og har siden 1984 været afholdt parallelt med det kvindelige modstykke, Uber Cup, og slutrunden betegnes derfor ofte som Thomas & Uber Cup.
I årenes løb har kun fem lande vundet turneringen: Indonesien har vundet 13 gange, Folkerepublikken Kina har vundet ti gange (men har kun deltaget siden 1982), Malaysia har vundet fem gange, mens Japan og Danmark har vundet hver én gang.
Turneringens slutrunde afvikles traditionelt i Asien; blot to gange har den været afholdt andre steder, begge gange i England, senest i 1982.

## Format
Turneringen indledes med kvalifikationsstævner, hvor ti af de tolv deltagende nationer findes. I 2006 og 2008 har disse været fordelt med fire fra Asien, tre fra Europa og et fra hver af Afrika, Oceanien og Panamerika.
Ved slutrunden opdeles holdene i fire grupper med tre i hver, hvor alle spiller mod alle, og hvorfra vinderen går videre, mens toerne og treerne kæmper indbyrdes efter knockoutsystemet om retten til at møde vinderne i kvartfinalen. Derefter foregår resten af turneringen efter knockoutsystemet.
Hver kamp består af fem matches: Tre singler og to doubler. Før 1984 blev der spillet ni matches pr. kamp.

## Resultater

### Finaler
| År      | Vinder     | Finalist   | Res. | Spillested   |
| ------- | ---------- | ---------- | ---- | ------------ |
| 1948-49 | Malaya     | Danmark    | 8-1  | Preston      |
| 1951-52 | Malaya     | USA        | 6-3  | Singapore    |
| 1954-55 | Malaya     | Danmark    | 8-1  | Singapore    |
| 1957-58 | Indonesien | Malaya     | 6-3  | Singapore    |
| 1960-61 | Indonesien | Thailand   | 6-3  | Jakarta      |
| 1963-64 | Indonesien | Danmark    | 5-4  | Tokyo        |
| 1966-67 | Malaysia   | Indonesien | 6-3  | Jakarta      |
| 1969-70 | Indonesien | Malaysia   | 7-2  | Kuala Lumpur |
| 1972-73 | Indonesien | Danmark    | 8-1  | Jakarta      |
| 1975-76 | Indonesien | Malaysia   | 9-0  | Bangkok      |
| 1978-79 | Indonesien | Danmark    | 9-0  | Jakarta      |
| 1981-82 | Kina       | Indonesien | 5-4  | London       |
| 1984    | Indonesien | Kina       | 3-2  | Kuala Lumpur |
| 1986    | Kina       | Indonesien | 3-2  | Jakarta      |
| 1988    | Kina       | Malaysia   | 4-1  | Kuala Lumpur |
| 1990    | Kina       | Malaysia   | 3-2  | Tokyo        |
| 1992    | Malaysia   | Indonesien | 3-2  | Kuala Lumpur |
| 1994    | Indonesien | Malaysia   | 3-0  | Jakarta      |
| 1996    | Indonesien | Danmark    | 5-0  | Hongkong     |
| 1998    | Indonesien | Malaysia   | 3-2  | Hongkong     |
| 2000    | Indonesien | Kina       | 3-0  | Kuala Lumpur |
| 2002    | Indonesien | Malaysia   | 3-2  | Guangzhou    |
| 2004    | Kina       | Danmark    | 3-1  | Jakarta      |
| 2006    | Kina       | Danmark    | 3-0  | Tokyo        |
| 2008    | Kina       | Sydkorea   | 3-1  | Jakarta      |
| 2010    | Kina       | Indonesien | 3-0  | Kuala Lumpur |
| 2012    | Kina       | Sydkorea   | 3-0  | Wuhan        |
| 2014    | Japan      | Malaysia   | 3-2  | New Delhi    |
| 2016    | Danmark    | Indonesien | 3-2  | Kunshan      |
| 2018    | Kina       | Japan      | 3-1  | Bangkok      |

### Danmarks resultater
Danmarks badmintonlandshold har sat sit markante præg på turneringen i årenes løb. Ved det første stævne i 1949 tabte Danmark i finalen til Malaysia (kaldet Malaya på den tid), og siden har Danmark opnået yderligere otte finalepladser. 
I 1964 var holdet tæt på sejren, idet det blev til et knebent 4-5 nederlag. Da stillede Danmark med den femdobbelte All England-mester Erland Kops, de to finalister fra samme turnering dette år, Knud Aage Nielsen og Henning Borch, samt de seksdobbelte All England-doublemestre Finn Kobberø og Jørgen Hammergaard Hansen. I finalen lykkedes det dog kun for Knud Aage Nielsen at vinde en singlematch, mens danskerne omvendt vandt tre af de fire doubler.
Siden man gik over til at spille bedst af fem matcher (fra 1984), er det blevet til fire finaler for Danmark, hvor det i de tre første gav klare nederlag som resultat. Kun én match (i 2004 mod Kina) er blevet vundet i disse tre finaler. 
I maj 2016 lykkedes det endelig for Danmark at sejre i finalen med 3-2 over Indonesien. Dermed blev holdet det første ikke-asiatiske land, der vandt turneringen nogensinde.